# Landskapsträd i Sverige
År 2004 publicerades i tidningen Kvällsstunden, på förslag av Kjell Westerlind, en inofficiell lista av träd att symbolisera Sveriges landskap (Landskapsträd). Ett årtionde senare har Westerlind i en bok givit ut en omfattande redovisning av botaniska, geografiska och kulturella beskrivningar av dessa landskapssymboler. Fördelningen ser ut som nedan:
| Lappland   | Norrbotten  | Västerbotten  | Ångermanland | Jämtland     |
| Fjällbjörk | Rönn        | Björk         | Hägg         | Asp          |
|            |             |               |              |              |
| Härjedalen | Medelpad    | Hälsingland   | Gästrikland  | Dalarna      |
| Tall       | Gran        | Sälg          | Gråal        | Ornäsbjörk   |
|            |             |               |              |              |
| Värmland   | Västmanland | Uppland       | Närke        | Södermanland |
| Poppel     | Hästkastanj | Alm           | Klibbal      | Lärk         |
|            |             |               |              |              |
| Dalsland   | Bohuslän    | Västergötland | Östergötland | Småland      |
| Lönn       | Lind        | Bok           | Ask          | En           |
|            |             |               |              |              |
| Halland    | Skåne       | Blekinge      | Gotland      | Öland        |
| Oxel       | Pil         | Ek            | Idegran      | Avenbok      |
|            |             |               |              |              |